# Части речи в тайском языке
Части речи в тайском языке выделяются по неморфологическим критериям. Сам термин понимается как функции слов в предложении (тай. натхиконгкхам). Основными критериями являются  наличие парадигмы форм присущей словам определённой части речи, грамматическая сочетаемость с другими разрядами слов и функция в предложении.
Названия функций слов в предложении (части речи):
- Кхамнам — существительное.
- Кхамкрия (санскр.क्रिया - крия) — глагол.
- Кхамвисэт (санскр.विशेषण - вишешана, пали - висэсана) — определение (прилагательное и наречие).
- Кхамсапханам — местоимение.
- Кхамсантхан — союз
- Кхамбупхабот — предлог
- Кхамутхан — междометие